# Orchestra Maniscalchi
L'Orchestra Maniscalchi è un gruppo musicale vocale e strumentale prodotto da Giorgio Bozzo.

## Il gruppo
Il gruppo è diretto dal maestro Christian Schmitz (in arte Chicco Maniscalchi), che dall'ottobre 2007 alterna alla propria attività concertistica, l'accompagnamento in tournée il trio vocale en travesti delle sorelle Marinetti. Cantante solista dell'ensemble è Gianluca De Martini, genovese, il cui timbro di voce ricorda quello di cantanti swing come Natalino Otto ed Ernesto Bonino. Per il suo peculiare repertorio è stata paragonata all Palast Orcheser di Max Raabe.
Nel 2009 l'Orchestra ha messo a punto uno spettacolo musicale basato sul primo CD pubblicato a dicembre 2008 su etichetta P-NUTS dal titolo d'ispirazione futurista, Blem Blem, Fiu Fiu, Dum Dum!, composto selezionando un programma di musiche e canzoni del repertorio degli anni venti, trenta e quaranta, di autori e arrangiatori italiani.
A dicembre 2009, in coincidenza della tournée invernale con il progetto di sapore natalizio Note di Natale compiuta insieme alle Sorelle Marinetti, è stato pubblicato il loro secondo album, intitolato Diamoci del tu....

## Repertorio
Il repertorio dell'Orchestra Maniscalchi si rifà a quello degli artisti e dei compositori italiani d'anteguerra influenzati dal jazz di matrice statunitense: musicisti come Pippo Barzizza, Gorni Kramer, Piero Rizza arrangiavano brani per quella che all'epoca si chiamava orchestrina, cioè una big band che, accanto a sax, ottoni e ritmi, vedeva la presenza di violini e fisarmonica. Il risultato è un repertorio che è una vera miniera di inventiva in termini di sonorità ed ironia. La particolarità del progetto dell'Orchestra Maniscalchi sta nel recupero del sound d'epoca, attraverso un paziente lavoro di ricerca degli arrangiamenti originali e lo studio dello stile interpretativo di quegli anni.
Gli spettacoli dell'Orchestra Maniscalchi si presentano come un viaggio musicale negli anni che videro la grande stagione degli interpreti, degli arrangiatori, dei compositori e delle orchestre dell'Eiar, su note di eleganza e spensieratezza, tra brani musicali e aneddoti sul costume e il colore dell'Italia prebellica.
Durante gli show il pianista Christian Schmitz viene talvolta chiamato dai musicisti e dal cantante con l'appellativo di Maestro Chicco Maniscalchi. Il motto scherzoso allude all'uso, in voga durante l'era fascista, di italianizzare i nomi dei musicisti stranieri (specie se di colore). In quegli anni, infatti, Louis Armstrong e Benny Goodman erano rispettivamente, per il pubblico italiano, Luigi Fortebraccio e Beniamino Bonomo.
Nelle produzioni discografiche Blem Blem, Fiu Fiu, Dum Dum! e Diamoci del tu... si ritrovano brani di natura eterogenea: si va dal passo fortemente ritmato e irresistibilmente swing di Serenata in ritmo, al languido tango di Quando verrà quel dì. Brani più squisitamente italiani avvicinano il clima delle dance hall americane al sapore rustico dei balli di paese, come ne La Sirena del laghetto. Un posto d'onore tocca a motivi divenuti standard come la disneyana Tulilem-blem-blu e Topolino al Mercato (in cui cantano anche le Marinetti) e Maramao perché sei morto e Il pinguino innamorato. Accanto a pezzi strumentali si ritrovano brani vocali quali Addio canzoni americane, scritto da Rodolfo De Angelis, autore, attore, poeta fra le più bizzarre e interessanti figure artistiche degli anni trenta.

## Formazione
- Maestro Christian Schmitz (in arte Chicco Maniscalchi) - direttore, pianoforte
- Adalberto Ferrari – sax
- Andrea Ferrari – sax
- Roberto Meroni – sax
- Sergio Orlandi – tromba
- Fabio Buonarota – tromba
- Federico Cumar – trombone
- Pierluigi Petris – chitarra
- Paolo Dassi - contrabbasso
- Riccardo Tosi – batteria
- Gianluca De Martini – voce

## Discografia
- 2008 – Blem Blem, Fiu Fiu, Dum Dum!
- 2009 – Diamoci del tu...